# Постдемократия
Постдемокра́тия (англ. Post-democracy) — термин, употребляемый для обозначения политических систем ряда современных развитых государств, в которых формально продолжают существовать все базовые демократические институты, однако на деле происходит их постепенная эрозия, а принцип народовластия подменяется правлением замкнутых элит, образованных при сотрудничестве политиков, представителей крупных корпораций и политтехнологов.
Термин впервые был введён в научный оборот английским социологом Колином Краучем в 2000 году, а широкое распространение получил в связи с выходом его одноимённой книги «Постдемократия» в 2004 году.

## Характеристики постдемократии
Постдемократии, как разновидности политической системы, присущи следующие черты:
- Высокий уровень влияния на политические процессы со стороны немногочисленных элит и состоятельных групп (преимущественно деловых бизнес-кругов) при сохранении таких формальных черт демократии, как свободные выборы, конкурентные партии, публичные дебаты и других.
- Ослабление общественного контроля над правительственными институтами в связи с распространением политической пассивности среди гражданского общества.
- Передача государством всё большего числа своих обязанностей в руки частных субподрядчиков (что ведёт к потере правительством компетентности в основных сферах, к усилению роли бизнес-структур и к распространению коррупции).
- Переход политических партий от моделей, предполагающих наличие широкой социальной базы, к формату узких политических элит, стремящихся к достижению поддержки со стороны крупных компаний.
- Избирательный процесс всё больше уподобляется «маркетинговой кампании», в рамках которой особое значение приобретают разнообразные политические технологии и иные способы манипуляции общественным мнением.

## Причины перехода к постдемократии
К основным причинам, которые обусловливают переход к постдемократии К. Крауч относит следующее:
1. Размывание классовой идентичности (в особенности рабочего класса), а также подмена классов профессиональными группами, которые не стремятся к созданию автономных организаций, выражающих собственные политические интересы.
2. Концентрация богатств в руках крупных многонациональных корпораций.
3. Рост уровня профессионализма политтехнологов, маркетологов и экспертов по связям с общественностью.

## Преодоление постдемократии
В качестве способов противоборства становлению постдемократии К. Крауч предлагает формирование общественных инициатив, направленных на обеспечение контроля над деятельностью корпораций, а также воспитание ответственного гражданского общества, способного к осуществлению тех или иных обязанностей государства вместо частных субподрядчиков.
Немецкий социолог и политический философ Ульрих Бек, в свою очередь, призывает к созданию глобального гражданского общества, способного влиять на деятельность крупнейших транснациональных корпораций.